# 日本国際協力システム
一般財団法人 日本国際協力システム（にほんこくさいきょうりょくしすてむ）は、ODA二国間援助の無償資金協力、有償資金協力（円借款）、技術協力等の実施を支援する組織。

## 概要
- 主な目的：日本と外国における二国間贈与（資金協力、技術協力等）事業への協力など
- 設立：1989年（平成元年）4月
- 代表者：竹内　和樹
- 本部所在地：東京都中央区晴海2-5-24　晴海センタービル5階